# Wielki Teleskop Kanaryjski

Porównanie wielkości i budowy zwierciadeł największych obecnych i planowanych teleskopów. Wielki Teleskop Kanaryjski zaznaczony na żółto.

Wielki Teleskop Kanaryjski (Gran Telescopio Canarias, znany również pod nazwą GranTeCan i skrótem GTC) – wielki teleskop pracujący w zakresie światła widzialnego i bliskiej podczerwieni z tzw. optyką aktywną.
Teleskop znajduje się w Obserwatorium Roque de los Muchachos na wyspie La Palma (Wyspy Kanaryjskie) na wysokości 2267 m n.p.m. Posiada zwierciadło złożone z segmentów. Jest wspólnym przedsięwzięciem kilku instytucji z Hiszpanii, Meksyku i Uniwersytetu Stanowego Florydy.
Pierwsze światło uzyskano 13 lipca 2007, a oficjalna ceremonia otwarcia odbyła się 24 lipca 2009.